# Jessica Yeaton
Jessica Yeaton, née le 21 novembre 1991 à Perth, est une fondeuse australienne.

## Biographie
Elle apprend à skier après avoir déménagé en Alaska à l'âge de douze ans et vécu auparavant à Dubai.
Représentant l'université de l'Alaska à Anchorage, Yeaton participe à ses premières compétitions officielles aux États-Unis lors de la saison 2011-2012. En fin d'année 2012, elle remporte sa première course dans l'US Super Tour, un sprint à Bozeman. Lors des étés 2013 et 2014, elle monte sur le podium de toutes les courses qu'elle dispute dans la Coupe australe.
Finalement, elle fait ses débuts internationaux en 2015, figurant à l'Universiade à Štrbské Pleso, puis apparaissant dans la Coupe du monde à Östersund, puis aux Championnats du monde à Falun, obtenant comme meilleur placement individuel une 49e sur le sprint.
En 2017, l'Australienne marque ses premiers points pour la Coupe du monde avec une 30e en sprint et une 24e place sur le skiathlon à Pyeongchang. Aux Championnats du monde à Lahti, elle finit notamment 32e sur le trente kilomètres.
En 2018, elle prend part à ses premiers jeux olympiques à Pyeongchang, courant cinq épreuves au programme, pour obtenir comme meilleur résultat individuel une 41e place au dix kilomètres libre et une douzième place en sprint par équipes avec Barbara Jezersek.
Yeaton réalise sa meilleure performance dans l'élite lors des Championnats du monde 2019 à Seefeld, arrivant au 22e rang du skiathlon. Juste après, elle se classe 30e au trente kilomètres classique d'Oslo. Cette année, elle déménage à Albuquerque, où elle finit ses études de thérapeute.
En 2020, elle prend part au Tour de ski (38e), une première pour une Australienne, puis remporte l'American Birkebeiner en fin de saison. Ensuite, en raison de la pandémie de covid-19 et des restrictions associées, elle n'apparaît pas en compétition pendant plus d'un an.
En couple avec le fondeur David Norris, elle pratique également le VTT.

## Palmarès

### Jeux olympiques d'hiver
| Épreuve / Édition   | Sprint                           | Sprint    | 10 km | 10 km                            | Skiathlon 2 × 7,5 km | 30 km | Relais | Relais   |
| Épreuve / Édition   | libre                            | classique | libre | classique                        | Skiathlon 2 × 7,5 km | 30 km | Sprint | 4 × 5 km |
| JO 2018 Pyeongchang | Épreuve inexistante à cette date | 48e       | 41e   | Épreuve inexistante à cette date | 50e                  | 42e   | 12e    | -        |

Légende :
- : pas d'épreuve
- — : Non disputée par Yeaton

### Championnats du monde
| Épreuve / Édition        | Sprint                           | Sprint                           | 10 km                            | 10 km                            | Skiathlon 2 × 7,5 km | 30 km | Relais | Relais   |
| Épreuve / Édition        | libre                            | classique                        | libre                            | classique                        | Skiathlon 2 × 7,5 km | 30 km | Sprint | 4 × 5 km |
| Mondiaux 2015 Oberstdorf | Épreuve inexistante à cette date | 49e                              | 59e                              | Épreuve inexistante à cette date | -                    | DNS   | 18e    | 14e      |
| Mondiaux 2017 Lahti      | 45e                              | Épreuve inexistante à cette date | Épreuve inexistante à cette date | 47e                              | -                    | 32e   | 17e    | 15e      |
| Mondiaux 2019 Seefeld    | 38e                              | Épreuve inexistante à cette date | Épreuve inexistante à cette date | 39e                              | 22e                  | 31e   | -      | -        |

Légende :
- : pas d'épreuve
- — : Non disputée par Yeaton
- DNS : inscrite, mais pas au départ

### Coupe du monde
- Meilleur classement général : 99e en 2020.
- Meilleur résultat individuel : 24e.

#### Classements en Coupe du monde
| Année     | Classement général final | Classement distance | Classement sprint |
| 2016-2017 | 101e                     | 80e                 | 87e               |
| 2018-2019 | 116e                     | 87e                 |                   |
| 2019-2020 | 99e                      |                     |                   |